# The Sims 2: Free Time
The Sims 2: Free Time és la setena expansió llençada el 2008 en la saga de jocs d'ordenador The Sims 2. S'hi afegeixen noves activitats, carreres i aspiracions per als Sims: inclouen des de crear gerres en el torn terrisser, construir trens a escala o jugar a futbol, fins i tot buscar vida extraterrestre.

## Característiques
The Sims 2: Free Time afegeix al joc deu tipus de hobbies que els Sims poden practicar: cuina, cinema i literatura, jocs, manetes, ciència, art i escultura, esports, naturalesa, fitness, música i dansa.
Segons que els Sims posin més entusiasme i emoció a llurs hobbies, es desbloquegen nous elements i objectes relacionats i s'estenen noves possibilitats de gaudir del hobby.
Quan aconsegueixen alguns punts, es desbloqueja un solar secret relacionat amb el hobby. El Sim rep una visita d'un altre Sim, que li dona un carnet de membre que es pot emprar per a visitar el solar desbloquejat; també hi pot convidar altres Sims per acompanyar-lo
Quan el Sim arriba al màxim del seu hobby, és a dir, en completa tots els punts (de la mateixa forma que es completen els punts d'habilitat), entra en la zona. Quan fa activitats relacionades amb aquest hobby es cobrirà d'una aura brillant i s'oblidarà de tot el que l'envolta.

## Hobbies

### Música i dansa
Per a aquest, com per a la resta de hobbies, s'han afegit molts objectes i potencials activitats, com el mirall amb barra, per a practicar-hi ballet. Hi ha nous elements de vestuari : tutú per a elles i lleotards per a ells. També hi ha nous instruments musicals, com el violí o el sintetitzador modular, un teclat en què els Sims poden compondre la seva pròpia música.

### Manetes
Es pot adquirir un cotxe trencat perquè els Sims l'arreglin i així desenvolupen el hobby de manetes. Un cop acabat, pot conduir i utilitzar el cotxe com qualsevol altre dels vehicles, encara que no disposi de l'expansió Night Live. Només hi ha un model de cotxe trencat, però existeixen diferents opcions per a personalitzar-lo, i mentre s'arregla, pot haver-hi alguna sorpresa. També hi ha la possibilitat de canviar-ne el color.

### Art i treballs manuals
Les activitats relacionades amb aquest hobby inclouen per exemple pintar. Els nous objectes relacionats són la màquina de cosir i el torn terrisser, que atorguen insignes de talent.

### Cuina
Inclou cuinar, estudiar cuina, mirar programes de televisió relacionats, etc. Aquest hobby permet els Sims destravar nous menjars. També es pot entrar en un concurs de cuina.

### Cinema i literatura
S'ha millorat el sistema per a escriure novel·les per ordinador, i ara els Sims poden escollir la tapa del seu llibre, el títol i la trama. A més, quan llegeixen un llibre podem escollir-ne quin, a més de poder triar diferents pel·lícules per a mirar a la televisió.

### Exercici
A més de les activitats incloses anteriorment -com fer exercicis o joga- ara els Sims poden trotar, emprar bicicletes fixes i prendre begudes energitzants.

### Jocs
L'entusiasme per aquesta activitat creix quan el Sim participa de diferents jocs, com els escacs o el pool. A més s'hi afegeixen nous jocs per a l'ordinador.

### Naturalesa
Per a augmentar l'entusiasme per aqueset hobby, els Sims poden col·leccionar insectes o observar ocells. També puja l'entusiasme per la naturalesa en pujar els punts de neteja.

### Ciència
S'afegeix una granja de formigues i noves accions per a realitzar amb el telescopi, com cercar planetes o constel·lacions.

### Esports
L'expansió porta una porteria de futbol, on els Sims poden practicar-hi penalts. També hi ha altres esports perquè els Sims facin exercici físic, com bàsquet.